# Achim Kampker

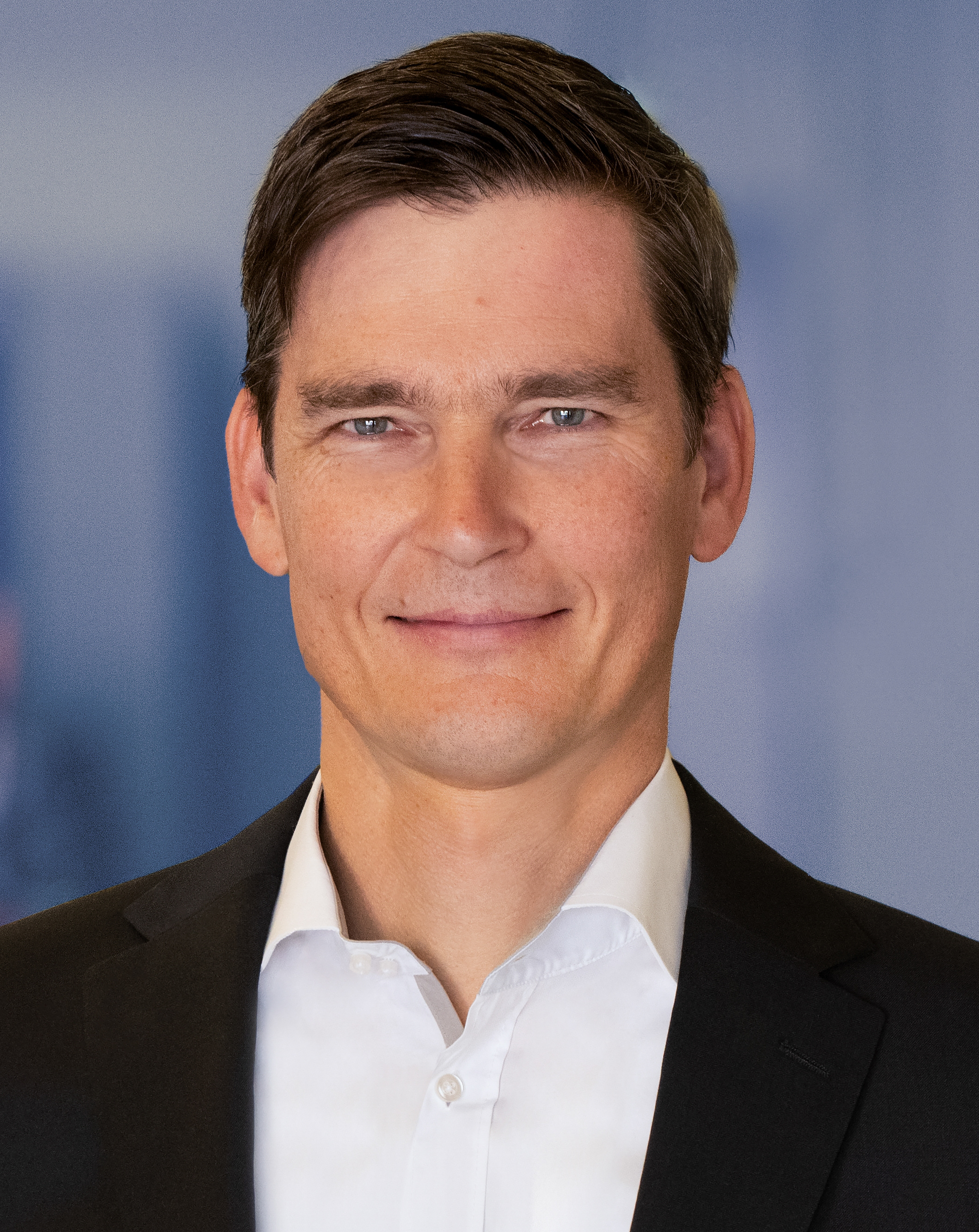
Achim Kampker (2023)

Achim Kampker (* 2. Januar 1976 in Moers) ist ein deutscher Ingenieur, Miterfinder des in Aachen entwickelten Elektrofahrzeugs Streetscooter und Mitbegründer der StreetScooter GmbH. Bis Ende 2013 leitete Kampker den Lehrstuhl für Produktionsmanagement an der Fakultät für Maschinenwesen der RWTH Aachen. Seit Januar 2014 ist er Leiter des von ihm gegründeten Lehrstuhls Production Engineering of E-Mobility Components (PEM) der RWTH Aachen. Im Juni 2019 ergriff er die Initiative zur Gründung des Vereins Ingenieure retten die Erde.

## Biografie

### Universität/Forschung
Kampker studierte von 1995 bis 2000 an der RWTH Aachen Maschinenbau mit dem Schwerpunkt Fertigungstechnik. Im Juni 2004 legte er die Promotionsprüfung mit Auszeichnung ab; ein Jahr später wurde ihm die Borchers-Plakette der RWTH Aachen für besondere wissenschaftliche Leistungen verliehen. Darüber hinaus erwarb Kampker nach Studien an der RWTH und der Universität St. Gallen den Master of Business Administration im Bereich Technologiemanagement (eMBA). Von 2009 bis 2013 war Kampker Professor und Inhaber des Lehrstuhls für Produktionsmanagement am Werkzeugmaschinenlabor WZL der RWTH Aachen. Seit Januar 2014 leitet er den von ihm gegründeten Lehrstuhl Production Engineering of E-Mobility Components (PEM) der RWTH Aachen, der sich mit der Entwicklung, der Herstellung und dem Recycling von Batteriesystemen und ihrer Komponenten sowie der Brennstoffzelle und der Produktion des elektrischen Antriebsstrangs bis hin zu ganzen Fahrzeugkonzepten befasst.

### StreetScooter
Im Juni 2010 gründete Kampker gemeinsam mit Günther Schuh die StreetScooter GmbH, eine privatwirtschaftlich organisierte Forschungsinitiative, die zusammen mit 80 mittelständischen Unternehmen und zahlreichen Forschungseinrichtungen das erste Kleintransporter-Elektrofahrzeug explizit für den Kurzstreckenverkehr hervorbrachte. Die Forschungsinitiative entwickelte sich fortan zu einem eigenständigen Unternehmen. Im Dezember 2014 wurde sie von der Deutschen Post DHL gekauft und als 100-prozentige Tochter übernommen. Kampker fungierte weiterhin als Geschäftsführer der StreetScooter GmbH und wurde darüber hinaus von der Deutschen Post zum Sonderbeauftragten für Elektromobilität bestellt.
Ende 2017 waren bereits 5.000 Streetscooter für die Deutsche Post unterwegs. Auch in den Niederlanden kam das Fahrzeug zum Einsatz. Der Kundenkreis wurde sukzessive um Bäckereien, Gärtnereien und Stadtwerke erweitert. In Planung waren unter anderem der Einsatz von Brennstoffzellen und die Entwicklung einer Follow-me-Funktion, mit der die Fahrzeuge den Paketzustellenden bei der Auslieferung in langsamem Tempo folgt. Im April 2019 wurde schließlich bekannt, dass Kampker das Unternehmen StreetScooter verlässt.

### Mitgliedschaften/Engagements
Kampker ist nach wie vor als Inhaber des Lehrstuhls PEM der RWTH Aachen in Forschung und Lehre tätig. Seit 2022 fungiert er außerdem als Mitglied der Institutsleitung der Fraunhofer-Einrichtung Forschungsfertigung Batteriezelle FFB in Münster. Darüber hinaus engagiert Kampker sich im Expertenkreis Transformation der Automobilwirtschaft (ETA) des Bundesministeriums für Wirtschaft und Klimaschutz sowie als Vertrauensdozent der Konrad-Adenauer-Stiftung Begabtenförderung und als Schirmherr unterschiedlicher Initiativen und Vereine wie Sonnenwagen Aachen und IT4Kids. Zuvor war er unter anderem im Expertenrat E-Mobilität der Landesregierung Nordrhein-Westfalen sowie als Mitglied der Initiative AGORA Verkehrswende, in der Gründungskommission der Agentur für Sprunginnovationen (Sprin-D) und bei der Nationalen Plattform Mobilität (NPM) aktiv, wo er in der Arbeitsgruppe 2 Alternative Antriebe und Kraftstoffe für nachhaltige Mobilität die Fokusgruppe 1 Technologische Elektromobilitätskonzepte leitete.
Im Januar 2019 gründete Kampker die Initiative Ingenieure retten die Erde e.V. Ziel des Vereins ist es, die Fähigkeiten von Ingenieuren auf die Versöhnung von Natur und Menschen zu konzentrieren und ihnen sowie anderen Fakultäten diese Philosophie als Grundlage ihres gesamten Tuns und Handeln zu vermitteln. Zu den Aktivitäten des Vereins zählt das Projekt Humanotop, das die Entwicklung einer vollständig nachhaltigen Modellstadt vorsieht, in der alle benötigten Ressourcen auf dem gleichen geografischen Gebiet erzeugt werden.

### Wirtschaft/Industrie
Kampker ist seit mehreren Jahren im Management von Start-up-Betrieben und Hochschulausgründungen sowie etablierten Unternehmen tätig. So steht sein Name neben StreetScooter auch mit uze! Mobility aus dem Software-Bereich sowie mit Velocity Mobility als E-Bike-Sharing-Anbieter und mit PEM Motion als Ingenieursdienstleister in Verbindung. Zudem war Kampker an der Gründung des Earlybird-Fonds mit einem Kapital von mehr als 50 Millionen Euro zur Unterstützung von Spin-off-Unternehmen aus dem technisch-universitären Umfeld beteiligt. Seit April 2023 ist Kampker außerdem Mitglied im Aufsichtsrat der Mahle GmbH.

### Werke
- Zukunftslust – Woran wir heute forschen. Was wir längst über das Morgen wissen. Und weshalb wir Hoffnung haben können. bene! Verlag, 2024, Sachbuch mit Ideen, Erfahrungen und Projekte aus unterschiedlichen Lebens- und Forschungsbereichen.[13]

## Kritik
Im Oktober 2024 wurde eine Recherche veröffentlicht, die Kampkers direkte und indirekte Beteiligungen an fünf Unternehmen beleuchtet, der PEM Aachen GmbH, der PEM Motion GmbH, der AE Driven Solutions GmbH und der ConAC GmbH. Unter anderem mietet das PEM Institut, dessen Leiter Kampker ist, Räumlichkeiten von der ConAC GmbH. Zudem wird ihm vorgeworfen, dass Mitarbeiter Arbeitszeit, die sie für Tätigkeiten dieser Firmen aufgewendet haben, in der Zeiterfassung stattdessen den durch die Universität finanzierten Forschungsprojekten zugeordnet haben sollen.

## Privates
Kampker ist fünffacher Vater und bekennender Christ.